# Ophiomyia ambrosia
Ophiomyia ambrosia este o specie de muște din genul Ophiomyia, familia Agromyzidae, descrisă de Spencer în anul 1981.
Este endemică în California. Conform Catalogue of Life specia Ophiomyia ambrosia nu are subspecii cunoscute.